# Jadwiga Szamotulska
Jadwiga Szamotulska (ur. 28 maja 1911 w Warszawie, zm. 14 listopada 1981 tamże) – polska pianistka.

## Życiorys
Kształciła się w Konserwatorium Warszawskim u Pawła Lewieckiego i Marceliny Kimontt-Jacynowej. Prowadziła działalność jako akompaniatorka. W latach 1939–1944 występowała na tajnych koncertach. Od 1945 do 1956 roku prowadziła klasę akompaniamentu w Państwowej Wyższej Szkole Muzycznej w Krakowie. Od 1956 do 1965 roku była członkiem zespołu Filharmonii Narodowej. W latach 1965–1972 była zatrudniona jako korepetytorka solistów w Teatrze Wielkim w Warszawie.
Przetłumaczyła na język polski teksty kilkuset pieśni.